# 陳奇雲
陳奇雲（1908年2月21日—1940年6月7日）澎湖人，台灣日治時期诗人。其與張我軍、楊雲萍是日治時期少數能夠出版新詩詩集的台灣人。

## 生平概要[3]
1908年2月21日在澎湖廳馬公街375番地出生。1921年3月陳奇雲從澎湖廳媽宮公學校畢業，因成績優良得到郡守獎；同年考上台南師範學校，卻因家境無法前往就讀，不得不以代理教師的身份任職。在1928年4月通過公學校乙種本科正教員檢定考試之前，陳奇雲先後在望安公學校、馬公第二公學校、馬公第一公學校石泉分教場、湖西第一公學校教書。1928年4月成為正式教員到1930年6月被革職這段期間，陳奇雲陸續在港尾公學校、小池角公學校內垵分教場、竹篙灣分教場等學校任教。1930年6月他出任澎湖公學校副訓導職務，可是沒有多久就因「與同事林秋梨女士戀愛」一事，慘遭革職。被革職以後，陳奇雲與女友遷至高雄，先寄居在弟弟家。同年的11月，陳奇雲的詩集《熱流》發表。由於戀愛事件發生在寫作期間，因此《熱流》當中有不少詩篇是以這件事為寫詩題材，例如：〈神聖〉、〈致歉函〉、〈喚起學校勞動者的階級意識〉、〈厚顏的群黨─致郭水潭等數位〉、〈我要堅強的活下去〉、〈戀愛在吶喊父親蠻橫〉。除了表達自己的悲傷、不安與憤怒之情，陳奇雲也動筆刻畫督學、校長的偽善及醜陋的嘴臉；對於冷漠、沒出聲為自己辯護的同事，還有反對兩人交往的女友父親，陳奇雲做詩予以批評。他的名作〈戀愛在吶喊父親蠻橫〉一詩，特別強調「戀愛自由」的立場，認為自己並沒有做錯。
1931年1月9日陳奇雲與先前的女同事林秋梨結婚。婚後，陳奇雲拜見文友樋詰正治，透過對方的幫助，得到台北市市役所衛生課約僱員這個位子。1933年陳奇雲在台灣鐵道部任職，先後擔任經理課倉庫手、鐵道部經理課用品科（雇）勤務等職務，直到逝世。陳奇雲人生最後幾年的生活並不貧困，除了工作比較穩定，妻子在外賺錢也是一個因素。此外，他也有幾個孩子，長男陳文雄在1931年出生，次男陳昭雄在1934年出生。1940年6月6日陳奇雲突然氣喘發作，隔天晚上11時45分因心臟麻痺過世，享年34歲。長期與之來往的台灣詩人郭水潭，曾在〈回顧昭和15年度的臺灣文壇〉一文中，把陳奇雲的辭世視為台灣文壇的重大損失。
文學創作方面，陳奇雲雖然以《熱流》這本日文新詩集，得到後世的肯定，但不代表他一生的文學活動與創作僅止於此。陳奇雲除了以日文寫作新詩，投稿《南溟藝園》（後來這些詩作被集結成冊）以外，他也寫作短歌、俳句，發表在あらたま社的同仁刊物與一些場合，以及其他的相關刊物，成為當時短歌界有名的台籍短歌家。在參與文學活動方面，陳奇雲始終是あらたま短歌社的會員，長期鑽研、寫作，並且參與短歌刊物的編輯與評選活動。在眾多台灣新文學作家當中，目前已知的是，陳奇雲與郭水潭、徐清吉等人交情不錯；同是短歌、俳句的愛好者與寫作者，陳奇雲可能也與龍瑛宗交遊。

## 須澄清或待查考的事
目前（2014年9月17日）有三件事：陳奇雲的作品發表情況、陳奇雲的死因，以及陳奇雲的思想左傾程度。
研究日治時期台灣詩人的學者羊子喬，在《蓬萊文章台灣詩》稱道陳奇雲，說：「由於他為人熱情，詩中感情豐富，雖然現實生活不如意，但化悲憤為文字，詩作大量寫就，履見報章雜誌。作品大致發表於《南溟藝園》、《台灣新聞》」但是這樣的說法卻與同時代的多田利郎有很大的出入，多田利郎在陳奇雲《熱流》的卷頭語提到，陳奇雲的詩作「因他身為『台灣人』，而慘遭所有發表機關的鄙棄退稿。」陳奇雲詩作的中文譯者陳瑜霞在〈陳奇雲的生命之作《熱流》〉一文，指出羊子喬與多田利郎言論的矛盾，不過在缺乏證據的情況之下，她沒有深究下去。然而，檢視陳奇雲為詩集所作的序，能找到：他在序的後半，提到自己「不想百般地請求臺灣的發表機關來刊載」，因而將五十首詩作刊登在多田利郎主編的《南溟藝園》。就陳奇雲這番話，可以推想出幾種可能。第一種可能是，陳奇雲對自己的作品不夠有自信，因此沒有積極投稿台灣的文藝刊物。第二種可能是，陳奇雲曾經投稿到別的刊物，但是都被退稿，因此對投稿一事興致缺缺。
關於陳奇雲的死因，承蒙台灣詩人葉笛賜評於國家台灣文學館（今國立台灣文學館）出版之台灣早期現代詩人論中，惟出現一些誤解須予以澄清。首先，陳奇雲死亡是因氣喘發作引發心臟衰竭，而非肺結核不治。其次，陳奇雲去世之前，曾任職於台灣鐵道部，並非失業，是時其妻陳林秋梨任職於貯蓄銀行，收入尚稱中上，與貧窮無關。
陳奇雲的思想左傾到什麼程度，由於生平事跡過少，後人難以判斷，不過有幾點仍然可以確定，第一，台灣總督府與當時的日本保安單位沒有陳奇雲參與台灣共產黨、台灣民眾黨、台灣文化協會、台灣地方自治聯盟等政治及文化團體的記錄，無論右派左翼都沒有。第二，陳奇雲《熱流》部份詩作，雖然名稱是「狂暴的鐵鎚」、「喚起學校勞動者的階級意識」、「普羅母親忌妒？」，可是觀其內容，沒有多少左翼理念與訴求在內。「狂暴的鐵鎚」詩裡的「普羅集團」一詞，並不是指「社會上的普羅大眾」，而是形容自身對某事的憤悶之情。「喚起學校勞動者的階級意識」一文，細觀其內容，作者主要在揭露校長、督學的偽善，以及埋怨同事對自己的冷漠與不仗義直言的態度；著眼在個別事件本身，並沒有觸及台灣當前的教育現況，及背後藏含的殖民與階級問題。至於「普羅母親忌妒？」一詩，「普羅母親」並不是比喻勞苦大眾，而是指普羅階級出身的母親；其次，整首詩也不是表現勞資衝突，而是隱約指向自家的婆媳問題，也就是普羅階級出身的母親與中產階級出身的愛妻，二者之間的隔閡與心結，所以「普羅母親忌妒？」一詩不具備左翼精神。總之，陳奇雲最重要的作品集，幾乎沒有一首真正隱含社會主義思想的詩作，詩的主題也都圍繞在個人生活的喜好厭惡，無法證明陳奇雲具有社會主義思想，甚至共產主義理念。此外，細察文友多田利郎的言行，以及1930年代幾封陳奇雲與郭水潭的通信內容，幾乎沒有社會主義之類的詞語與理念在內，不太符合當時台、日思想左傾者的言行與交遊模式。陳奇雲的思想左傾，可能是後人的誤讀。

## 代表作：『熱流』詩集

### 篇目
陳奇雲的《熱流》一書，由多田利郎撰寫的〈案頭私語〉、自序，以及五十首日文現代詩構成。這五十首的中譯篇目如下所示：
「所謂詩」、「哀春篇--巨人、少女、凡人」、「清晨的桌」、「魂歸何處」、「焦躁」

「女人啊！勿輕言『愛的小語』！」、「赭面諸君」、「烏特勒紅磚，宛若年輕人的人生」、「逃避日」、「老配送員」

「暫時，不去想」、「女王的靠墊--獻給K.J姑娘」、「好意的形式」、「挖鼻孔的男子」

「結婚，某日的想念（摘錄）」、「古蛙之聲」、「『所謂勝利』的過程」、「感謝狀事件的新序幕」、「韭菜味道」

「五十張滲汙垢的鈔票」、「恢復惡血」、「神聖」、「五月的感謝」、「狂暴的鐵鎚」

「逝去的秋」、「某一男子」、「六月的黍」、「某種心情」、「致歉函」

「喚起學校勞動者的階級意識」、「孕育危機的五月花園」、「厚顏的群黨」、「月夜牧歌」、「我堅強的活下去」

「普羅母親忌妒？」、「在大氣燃起反抗的烽火」、「話語」、「契合的言語」、「星期天太閒」

「無法輕鬆的往生」、「戀愛在吶喊 父親蠻橫」、「二月春」、「春」、「嚼砂（索然無趣）」

「至今仍然在XX」、「靈魂狂想曲」、「給小真三塊錢」、「期盼的嚴謹」、「明日揮別放蕩與憂愁」

### 翻譯
陳奇雲的文學作品及生平事跡，長期被埋沒，直到羊子喬與陳千武編「台灣文學叢書」，才被重新發掘。部份詩作先後被月中泉、葉笛等人翻成中文，零星刊載在文藝刊物上。整部詩集包含序文，由台文研究生陳瑜霞譯出，其翻譯成果目前已經出版，採中文、日文對照呈現。
下文為熱流內的第一首詩，「你把靈魂弄哪兒去啦？」
魂をどこへだ

どこへ……

して  早う呼びもどさんか

心臟に手をあてて見ろ

赤アい血が  忠實に流動してをるぞ

暖かアい人間の血が

一片の證文といつた紙が

かう迄も、いのか

自分といふものをごまかしまでも

知らんーつて

馬鹿ツ、紛らさうとしたつてダメだ

お前たちの評價はそれでい のか

あツ 畜生、はぐりやがつたナ？

またなぐるか、來いもつとなぐらせてやらア

お前ちの心のスツト行く迄に

だが、聞けょ

そんな事、俺はなア

貴樣たちを罵倒する言葉を更へるとでも思つてるのかへ？

へソ、巳惚も大概にしろい

葉笛翻譯如下：

你把靈魂弄哪兒去啦？

哪兒去啦………？

怎地，不快點喊回來？

把手放在心臟上看看

鮮紅的血忠實地流動著吶

暖烘烘的人底血啊

一張字據的紙張

夠這麼珍貴嗎？

可貴的連自己都得騙？

你說………不知道

渾蛋，想矇混過去是不行的

你們的評價那樣就行了嗎？

呀，畜牲！你打了我？

還要打嗎？來，讓你再打

讓你打個心情痛快

不過，要聽好

你那樣，我說

你以為我就會改變臭罵你們的話嗎？

哼，自大也要差不多啊！

### 出版與典藏
整部詩集的中譯版本，已經由台南市立圖書館出版。至於日治時期的版本，目前（2014/09/16）散佚殆盡，國內絕大多數的圖書館找不到。中譯者陳瑜霞自承，是根據影印本翻譯，原書典藏在美國圖書館，透過幾位學者的影印與輾轉流傳，才取得詩集的原文。《熱流》當中的〈你把靈魂弄哪兒去啦？〉、〈神聖〉，這兩首的中文譯本，已經收錄在林瑞明主編《國民文選‧現代詩卷I》。

## 相關研究

### 博碩士論文
使用「台灣博碩士論文知識加值系統」查詢，目前(2014/9/16)已知的有：
- 周華斌，〈從敷島到華麗島的容受與變異──探討日據時期從日本到台灣的短歌或俳句文學〉，國立成功大學台灣文學研究所碩士論文，2007年。
- 鄧婉婷，〈1930年代台灣現代詩的成立與展開〉，國立中正大學台灣文學所碩士論文，2009年。--論文裡及陳奇雲、郭水潭、王登山等詩人。

### 論文集論文
使用「台灣文史哲論文集篇目索引系統」查詢，目前(2014/9/16)為止，還沒有論文。

### 期刊論文
使用「台灣期刊論文索引系統」查詢，目前(2014/9/16)已知的有：
- 羊子喬，〈戰前的台灣新詩〉，2000年10月《國文天地》，頁16~25。
- 羊子喬，〈戰前的台灣新詩〉，2000年10月《國文天地》，頁16~25。

### 一般文章
陳奇雲過世以後，多位「あらたま」社的成員寫文章追悼他。這些文章收在1940年9月5日製成的《あらたま--陳奇雲追悼號》(第19卷第9號9月號)，篇目如下：
- あらたま/著，〈陳奇雲年譜〉頁8-9。
- 龍瑛宗/著，〈追悼錄(一)--陳奇雲さん〉，頁11-13。
- 郭水潭/著，〈追悼錄(二)--陳奇雲のプロフイル〉，頁18-22。
- 陳氏秋梨/著，〈追悼錄(三)--奇雲と共に步んで來た〉，頁23-32。
- 陳文雄/著，〈お父さんの思出〉，頁32-33。
- 樋詰正治/著〈交友十年〉，頁71-79。
- 濱口正雄/著，〈陳さんのこと〉，頁79-80。
- 平井二郎/著，〈醉泣記〉，頁80-84。

後人以中文寫成的作家介紹及其作品評論，目前(2014/9/16)已知的有：
- 羊子喬，〈熱情洋溢的詩人〉，《蓬萊文章台灣詩》，羊子喬著，頁114。
- 陳瑜霞，〈從陳奇雲《熱流》試談「翻譯」問題〉，《熱流》，台南市：台南市立圖書館，2008年，頁283-292。

## 人與作品評價
陳奇雲同時代的文友多田利郎在《熱流》詩集前面的〈卷頭私語〉，對其人及其詩作大加讚賞。除了友情贊助、與之同病相憐的共鳴感，多田利郎相信：陳奇雲「純情所吟唱出的詩--代表著毫無虛偽臺灣人的感情」；他認為，透過無偽之詩心與詩藝的交流，台、日這兩個思想、生活差異極大的民族，能夠相互接近相互理解。

詩人羊子喬對陳奇雲《熱流》詩作，有相當正面的評語：「在浪漫情調的自然流露方面：作者於抒情寫景的作品中，處處可見高超的技巧，豐富的想像力，例如『赤崁樓的足音』一詩，作者在登樓懷古之際，述說了自己未來的理念，於『偎依著五月的雨』一詩，以浪漫的筆觸，熱情奔放地抒發少年的激情。在『秋去了』及『六月的蘆葦』詩中，遣辭用字含有短歌的味道，文字簡潔有力。於『月夜牧歌』詩中，以生活入詩，從平凡的現實生活中，提煉寫詩的素材，我們可以洞察詩人赤裸裸的心境。」

翻譯陳奇雲《熱流》全部詩歌的陳霞瑜女士，認為「陳的《熱流》可說是他一連串摸索嘗試的過程。他似乎嘗試用各種不同的方法，來表達他個人的詩，而不似如上所說完全是直觀的、未修飾的第一印象。我們可以從詩中，看到浪漫的情感、寫實的筆觸、象徵的技巧，又可看到他刻意經營的西洋神話色彩的意像、和風情調的詩境、台灣質樸的情調、甚至連當時興盛的強而有力赤裸裸不需包裝的普羅階級性文學的創作詩，也是其嘗試的一環。可見其作詩之用心。他的詩是1930年代的詩，由於時代的背景的關係，所探討的主題，都離不開反強權反階級、女性、自由戀愛或對人生、自然界的感懷等。」陳瑜霞肯定《熱流》，在〈從陳奇雲《熱流》試談「翻譯」問題〉一文開頭，為整部詩集定位，寫道：「《熱流》詩如其名，一股強烈滾滾陳奇雲的熱情，流湧翻騰於詩詞之間，永至悲憤處，不覺隨之落下憤恨之淚；慷慨激昂處，亦隨之熱血奔騰。無論是滔滔不絕的宣洩、是浪漫情壞的抒發、大膽的裸露情感的表達、是幽默的調侃、是瞬間的感動等等，再再表現其不同常人的風格。與說是為社會大眾寫詩，不如說是為自己生命的血與淚，寫下註腳。這是屬於他個人的詩集，也是整部《熱流》的生命所在，在日據時代的詩集中，有特殊的地位。」

作家、新詩評論者葉笛在〈陳奇雲是誰？〉這篇短文，認為：在日據時代台灣現代詩人之中，沒有詩人像他用日文的日常會話體書寫這麼多詩；在思想上，他能與日本現代詩人小熊秀雄媲美。其次，葉笛肯定陳奇雲的詩，題材豐富而且詩體變化多端，不落入固定模式。感念前輩對台灣詩壇的貢獻，葉笛在2002年8月1日以中文寫了一首新詩，名為「熱流──致詩人陳奇雲」，讚揚陳奇雲直率直言的創作精神。

## 相關詞條
與陳奇雲同是《南溟藝園》的台灣人作家，目前已知的有：王登山、郭水潭。

除了陳奇雲，日治時期出版新詩詩集的台灣人作家，目前已知的有：張我軍、楊雲萍、王白淵。

## 資料來源
1. ↑  1925年自費出版《亂都之戀》新詩詩集。
2. ↑  1943年出版《山河》這本新詩詩集。
3. ↑  參考陳瑜霞撰寫的陳奇雲年譜，該年譜收錄在《熱流》中譯本內，頁244-247。
4. ↑  由於陳奇雲過去與督察相處不和睦，加上1927年他曾撰寫〈我們的牢騷〉一文批判教育界，得罪了督察，所以戀愛事件爆發以後，督察便以「在校內談戀愛」和「思想左傾」為由，要求陳奇雲自動辭職。
5. ↑  女友林秋梨也被如此要求。
6. ↑  1937年的《歌壇新報》第7號，刊載陳奇雲的三十首短歌；1938年陳奇雲的兩首短歌入選《新萬葉集》。
7. ↑  陳瑜霞/著，〈陳奇雲的生命之作《熱流》〉，《熱流》，台南市立圖書館出版，2008年，頁259。
8. ↑  陳奇雲/著，〈序〉，《熱流》，台南市立圖書館出版，2008年，頁27。
9. ↑  作者在詩文裡，根本沒有明講是哪件事情，僅能依詩集寫作時間推測，可能與作者在學校的人際糾紛，或因自由戀愛所引發的問題有關。
10. ↑  陳瑜霞/著，〈熱流百科〉，《熱流》，台南市立圖書館出版，2008年，頁252-254。
11. ↑  陳奇雲/著，陳瑜霞/譯，〈前言〉，《熱流》，台南市立圖書館，2008年。
12. ↑  林瑞明/主編，《國民文選‧現代詩卷I》，台北市：玉山社，2005年。
13. ↑  陳奇雲/著、陳瑜霞/中譯，《熱流》，台南市：台南市立圖書館，2008年，頁247
14. ↑  陳奇雲/著、陳瑜霞/中譯，《熱流》，台南市：台南市立圖書館，2008年，頁257。
15. ↑  陳瑜霞/著，〈從陳奇雲《熱流》試談「翻譯」問題〉，《熱流》，台南市：台南市立圖書館，2008年，頁18-25。
16. ↑  羊子喬/著，《蓬萊文章臺灣詩》，頁115。
17. ↑  陳瑜霞/著，〈陳奇雲的生命之作〉，《熱流》，台南市：台南市立圖書館，2008年，頁281。
18. ↑  陳瑜霞/著，〈從陳奇雲《熱流》試談「翻譯」問題〉，《熱流》，台南市：台南市立圖書館，2008年，頁283。
19. ↑  葉笛/著，〈陳奇雲是誰？〉，《葉笛全集4評論卷一》(台南市：國家臺灣文學館籌備處)，2007年，頁102-103。
20. ↑  這首詩發表在2002年9月第132期的《創世紀》，並且收錄在葉笛2003年10月17日出版的著作-《台灣早期現代詩人論》，以及後人在葉笛死後，為其出版的全集裡。

## 外部連結
- 台灣作家作品目錄資料庫——陳奇雲 （页面存档备份，存于）
- 徐清吉 江月 陈奇云 葛贤宁[永久]
- 台灣早期新詩的精神裂隙和語言跨越 作者：黃梁 （页面存档备份，存于）